# 旧六十八銀行八木支店
旧六十八銀行八木支店（きゅうろくじゅうはちぎんこうやぎしてん）は、奈良県橿原市八木町1-2-13にある銀行建築。設計は舟橋俊一。旧和歌山銀行橿原支店（きゅうわかやまぎんこうかしはらしてん）とも呼ばれる。

## 歴史
近鉄橿原線八木西口駅近くにあり、国道165号に北面している。1928年（昭和3年）に奈良県技手の舟橋俊一の設計によって、六十八銀行（第六十八国立銀行）八木支店として建てられた。舟橋は1924年（大正13年）に奈良県初の鉄筋コンクリート造建築である郡山小学校を設計した人物である。入口上部のアーチや半円形の窓、入口脇のイオニア式のオーダーなど、ルネサンス建築風の意匠が用いられている。
1934年（昭和9年）には六十八銀行・吉野銀行・八木銀行・御所銀行が合併して南都銀行が発足した。戦後には映画館として使われた時代もあった。1963年（昭和38年）には和歌山相互銀行（後の和歌山銀行）橿原支店となった。
奈良県南部に現存する最古の鉄筋コンクリート造建造物とされる。2006年（平成18年）10月18日に登録有形文化財に登録された。2013年（平成25年）頃には道路の拡幅工事に伴って後方に曳家された。現在は結婚式場兼レストラン「ジュールフェリエ ラ・バンク」として活用されている。

## 交通アクセス
- 近鉄橿原線八木西口駅下車後徒歩3分